# Tramway de Daugavpils
Le tramway de Daugavpils est le réseau de tramways situé dans la ville de Daugavpils, en Lettonie. Ouvert le 5 novembre 1946, il compte trois lignes et s'étend sur 21,3 kilomètres.

## Historique
La première ligne est inaugurée le 5 novembre 1946 avec un écartement non-standard de 1 524 cm sur le modèle russe et l'utilisation de perches et de poulie de contact avec la caténaire plutôt qu'un pantographe. En 1950 est inaugurée une seconde ligne pour former un réseau, régulièrement prolongé en 1951, 1958, 1965 et dernièrement en 1990.

## Réseau actuel

### Aperçu général
Le réseau compte trois lignes :
- Ligne 1 : Butļerova iela - Stacija (6,8 km)
- Ligne 2 : Butļerova iela - Forštadte (5,7 km)
- Ligne 3 : Stropi - Cietoksnis (8,8 km)